# Муракаба
Муракаба (араб. مراقبة‎, буквально: «наблюдать») — вид духовных практик в суфийской мистической традиции, основанный на самонаблюдении и созерцании. Синонимами муракабы также являются такие термины как медитация и осознанность.
Муракаба считается одной из самых эффективных духовных практик суфизма, сильно ускоряющих духовный путь адепта.
Первое упоминаний муракабы встречается в труде Хариса ал-Мухасиби «Книга соблюдений обязанностей по отношению к Богу» («Китаб ар-ри’айа ли-хукук Аллах»). Мухасиби рассматривает «муракаба ва мухасаба» – практику самонаблюдения и анализа намерений, движений души и поступков, как один из методов приближения к Аллаху.
Совершенствование практики муракабы был осуществлено последователем Мухасиби Джунайдом аль-Багдади.
В интерпретации Абдулкарима Кушайри муракаба это не столько практика самонаблюдения, сколько практика постоянного созерцания Аллаха, постоянного размышления о Нём.
С течением времени, в различных тарикатах были разработаны многочисленные духовные практики, имеющие одинаковое название – муракаба.  Эти практики могут заключаться в самонаблюдении,  в созерцании Бога,  а также в сосредоточении на Мухаммаде, шейхе или святом (живом или мёртвом), с целью достичь с ним общения или единения.